# Diplosentis amphacanthi
Diplosentis amphacanthi är en hakmaskart som beskrevs av Marcos A. Tubangui och Masilungan 1937. Diplosentis amphacanthi ingår i släktet Diplosentis och familjen Diplosentidae. Inga underarter finns listade i Catalogue of Life.